# Flick of the Wrist
«Flick of the Wrist» (укр. «Помах руки») — пісня британського рок-гурту «Queen», що вийшла як сингл на подвійній «А»-стороні з піснею «Killer Queen» у Великій Британії, Канаді, Нідерландах, США та у багатьох інших країнах. Її написав Фредді Мерк'юрі для альбому «Sheer Heart Attack» 1974 року.

## Написання
Фредді Мерк'юрі так пояснював неприємного ліричного героя: "Я написав таку собі пісню про шахраїв, з якими ми стикаємось. Наш менеджер волів би, щоб пісня була про нього, але це не так". Утім, Фредді повернеться до теми невигідних стосунків групи з їхнім менеджером вже на наступному альбомі у композиції Death On Two Legs.  
 У пісні представлений Мерк'юрі, що співає октавні вокали у всіх куплетах, а приспів містить розділ у стилі викликів і відповідей між частинами бек-вокалу та провідного вокалу. Коли Браян Мей повернувся до праці, видужавши від гепатиту, він почув пісню після того, як записав свою гру на гітарі та бек-вокал.

## Альбомна версія
У альбомі «Flick of the Wrist» — це середня композиція із серії пісень яка складається з трьох треків, які плавно з'єднані, з переходом від одного до іншого: «Tenement Funster», «Flick of the Wrist» і «Lily of the Valley». Кожна пісня була записана окремо, а потім змікшовані разом, щоб сформувати безперервний перебіг музики. Через цю структуру компанії звукозапису довелося вибирати точки для поділу кожного треку на повторних випусках альбому. Таким чином, «Flick of the Wrist» починається з закінчення крещендо «Tenement Funster» і раптово закінчується перед останнім рядком пісні «…baby, you've been had». На CD цей останній рядок з'являється на початку наступного треку «Lily of the Valley».
Оригінальні, незв'язані майстер-записи «Tenement Funster», «Flick of the Wrist» і «Lily of the Valley» були використані для деяких окремих релізів, таких як японський 3-дюймовий CD-сингл з перевиданням «Good Old-Fashioned Lover Boy» («Tenement Funster»), нідерландська версія «Flick of the Wrist» на подвійній А-стороні (дивись нижче) і перевидання тільки в США «Keep Yourself Alive» («Lily of the Valley») 1975 року. Таким чином, доступна окрема версія «Flick of the Wrist».

## Синглові версії
Всі синглові і редаговані версії відносяться до оригінального альбомного запису.
Нідерландська версія на платівці з подвійною А-стороною містить повну пісню без переплетіння з розділами пісень «Tenement Funster» та «Lily of the Valley».
Британська версія на платівці з подвійною А-стороною містить майже таку ж повну версію, як і нідерландська версія, але з декількома нотами, відредагованими на початку. Ця версія також доступна на японському 3-дюймовому CD 1991 року «Killer Queen»/«Flick of the Wrist».
Американська версія на платівці з подвійною А-стороною (така ж, як і видана в Канаді) має набагато вираженіше редагування на початку, перші 18 секунд пісні відсутні. Вона закінчується поступовим переходом в пісню «Lily of the Valley», яку відкриває звучання фортепіано.
Британське перевидання 1987 року на 3-дюймовому CD починається із крещендо, яке закінчує композицію «Tenement Funster». Воно завершується із затиханням пісні без останнього рядку «Baby, you've been had».

## BBC-версія
16 жовтня 1974 року «Queen» записала відеосеанс для «BBC» у «Maida Vale 4 Studios» в Лондоні, Велика Британія. Одна із записаних пісень — «Flick of the Wrist». Цей спектакль охоплює частини оригінального альбому, що містить новий вокал від Фредді Мерк'юрі і нове гітарне соло Браяна Мея, він повністю відрізняється від того, що з'являється у альбомі.

## Музиканти
- Фредді Мерк'юрі — головний вокал, бек-вокал, піаніно
- Браян Мей — електрогітара, бек-вокал
- Роджер Тейлор — ударні, перкусія, бек-вокал
- Джон Дікон — бас-гітара

## Кавер-версії
Гурт «Dream Theater» випустив кавер-версію до всієї трьох-трекової серії («Tenement Funster», «Flick of the Wrist» і «Lily of the Valley») для спеціального видання свого альбому «Black Clouds & Silver Lining».